# Unfinished
《Unfinished》는 2013년 10월 15일 발매된 먼데이키즈의 다섯 번째 정규앨범이다. 2013년 10월 1일 "날씨가 추워지면" "사랑은 늘 도망가"는 온라인 선공개되었고, 2013년 10월 15일 5집《Unfinished》전곡이 공개되었다.

## 트랙리스트
| #            | 제목                                | 작사                       | 작곡             | 재생 시간 |
| ------------ | ----------------------------------- | -------------------------- | ---------------- | --------- |
| 1.           | 〈첫눈 오던 밤 (Feat. 팔로알토)〉   | 팔로알토                   | 미친감성         | 4:36      |
| 2.           | 〈텅 빈 마음〉                      | 이진성                     | 한상원           | 3:40      |
| 3.           | 〈커피숍 그 자리〉                  | 이진성, 한상원             | 이진성, 한상원   | 4:18      |
| 4.           | 〈날씨가 추워지면〉                 | 미친감성, 이진성, 팔로알토 | 미친감성, 이진성 | 3:24      |
| 5.           | 〈사랑은 늘 도망가〉                | 한상원, 최갑원, 이진성     | 한상원, 이진성   | 3:17      |
| 6.           | 〈그대여〉                          | 드라마틱스, 이진성         | 박해운, 이진성   | 4:04      |
| 7.           | 〈Interlude (Guitar by 홍준호)〉    |                            | 홍준호           | 1:17      |
| 8.           | 〈안 되는 건 안 되는 거야〉         | 이진성, 한상원             | 이진성           | 3:47      |
| 9.           | 〈Rain〉                            | 이진희                     | 박해운, 이진성   | 4:11      |
| 10.          | 〈아파〉                            | 미친감성, 이진성           | 미친감성, 이진성 | 3:49      |
| 11.          | 〈모래성〉                          | 드라마틱스                 | 미친감성, 이진성 | 3:06      |
| 12.          | 〈가슴 시린 날〉                    | 강은경                     | 미친감성, 이진성 | 4:33      |
| 13.          | 〈사랑은 늘 도망가 (DJ Ain Remix)〉 | 미친감성, 팔로알토, 최갑원 | 미친감성, 이진성 | 4:41      |
| 14.          | 〈확률 (Piano Ver.)〉               | 미친감성, 이진성           | 미친감성, 이진성 | 4:39      |
| 총 재생 시간 | 총 재생 시간                        | 총 재생 시간               | 총 재생 시간     | 53:22     |